# Hylodes
Hylodes – rodzaj płazów bezogonowych z rodziny Hylodidae.

## Zasięg występowania
Rodzaj obejmuje gatunki występujące w potokach o dużym spadku w Mata Atlântica w stanie Espírito Santo na południe przez Rio de Janeiro i São Paulo do Rio Grande do Sul w południowej Brazylii.

## Systematyka

### Etymologia
- Hylodes: rodzaj Hyla laurenti, 1768; gr. -οιδης -oidēs „przypominający”[8].
- Enydrobius: gr. ενυδροβιος enudrobios „żyjący na wodzie, wodny”, od ενυδρος enudros „obfitujący w wodę”; βιος bios „życie”[3]. Nazwa zastępcza dla Hylodes Fitzinger, 1826.
- Elosia (Elesia): gr. ἑλος helos, ἑλεος heleos „bagno”[9]; ωσια ōsia „istota, substancja”[10]. Gatunek typowy: Elosia nasuta Tschudi, 1838 (= Hyla nasus Lichtenstein, 1823).
- Scinacodes: rodzaj Scinax Wagler, 1830; gr. -οιδης -oidēs „przypominający”[8]. Gatunek typowy: Hyla nasus Lichtenstein, 1823.

### Podział systematyczny
Do rodzaju należą następujące gatunki:

- Hylodes amnicola Pombal, Feio & Haddad, 2002
- Hylodes asper (Müller, 1924)
- Hylodes babax Heyer, 1982
- Hylodes caete Malagoli, de Sá, Canedo & Haddad, 2017
- Hylodes cardosoi Lingnau, Canedo & Pombal, 2008
- Hylodes charadranaetes Heyer & Cocroft, 1986
- Hylodes dactylocinus Pavan, Narvaes & Rodrigues, 2001
- Hylodes fredi Canedo & Pombal, 2007
- Hylodes glaber (Miranda-Ribeiro, 1926)
- Hylodes heyeri Haddad, Pombal & Bastos, 1996
- Hylodes japi de Sá, Canedo, Lyra & Haddad, 2015
- Hylodes lateristrigatus (Baumann, 1912)
- Hylodes magalhaesi (Bokermann, 1964)
- Hylodes meridionalis (Mertens, 1927)
- Hylodes mertensi (Bokermann, 1956)
- Hylodes nasus (Lichtenstein, 1823)
- Hylodes ornatus (Bokermann, 1967)
- Hylodes otavioi Sazima & Bokermann, 1983
- Hylodes perere Silva & Benmaman, 2008
- Hylodes perplicatus (Miranda-Ribeiro, 1926)
- Hylodes phyllodes Heyer & Cocroft, 1986
- Hylodes pipilans Canedo & Pombal, 2007
- Hylodes regius Gouvêa, 1979
- Hylodes sazimai Haddad & Pombal, 1995
- Hylodes uai Nascimento, Pombal & Haddad, 2001
- Hylodes vanzolinii Heyer, 1982